# Waret-la-Chaussée
Waret-la-Chaussée is een dorp in de Belgische provincie Namen, en een deelgemeente van de Waalse gemeente Éghezée. Het was een zelfstandige gemeente tot het bij de fusie van 1977 toegevoegd werd aan de gemeente Éghezée.
Waret-la-Chaussée ligt in het zuiden van de gemeente Éghezée langs de weg van Éghezée naar Namen waarlangs er lintbebouwing is. De dorpskom van Waret-la-Chaussée ligt ten oosten van de steenweg. Het dorp heeft zich ontwikkeld van een landbouwdorp tot een woondorp en heeft een sterk groeiende bevolking vanwege de nabijheid van en de goede verbinding met de stad Namen.

## Demografische ontwikkeling
- Bronnen:NIS, Opm:1831 tot en met 1970=volkstellingen, 1976= inwoneraantal op 31 december

## Bezienswaardigheden
- De Sint-Quintinuskerk uit de 18de eeuw. De kerk werd gebouwd door de abdij van Gembloers. Ook de pastorie dateert uit de 18de eeuw.
- Verscheidene 17de- en 18de-eeuwse boerderijen
- De "Vrijheidsboom van Warétois", een witte paardenkastanje die in 1796 werd geplant op bevel van de Franse bezetters, om de val van de "tiran" Lodewijk XVI te vieren. In 1807 werd aan de voet van de boom een klein stenen altaar geplaatst dat werd gewijd aan Sint-Jozef, de beschermheilige van ambachtslieden en arbeiders. Voor de bewoners is de kastanje het symbool van het behoud van het landelijk karakter van hun dorp. In 2020 was de boom de Belgische inzending voor de wedstrijd "Europese boom van het jaar", waar hij de vijftiende plaats behaalde.

Deelgemeenten: Aische-en-Refail · Bolinne · Boneffe · Branchon · Dhuy · Hanret · Leuze · Liernu · Longchamps · Mehaigne · Noville-sur-Mehaigne · Saint-Germain · Taviers · Upigny · Waret-la-Chaussée

Belgische gemeenten · arrondissement Namen · provincie Namen · Wallonië